# Сагареджойская и Ниноцминдская епархия
Сагареджойская и Ниноцминдская епархия (груз. საგარეჯოსა და ნინოწმინდის ეპარქია) — епархия Грузинской православной церкви на территории города Сагареджо и Сагареджойского муниципалитета.

## История
5 апреля 1995 года решением Священного Синода Грузинской православной церкви была учреждена Сагареджойская и Гурджаанская епархия.
18 августа 2003 года, по решению Священного Синода Грузинской православной церкви, состоявшегося в кафедральном соборе Урбниси, после перераспределения территории Сагареджской и Гурджаанской епархии были образованы Гурджаанская и Велисцихская епархия и Сагареджойская и Ниноцминдская епархия.

## Епископы
- 14 марта 1996 — 8 октября 1998 — Авраам (Гармелия)
- 18 октября 1998 — 12 октября 2001 — Андрей (Гвазава)
- c 27 августа 2003 года — Лука (Ломидзе)